# Massaker von Vukovar

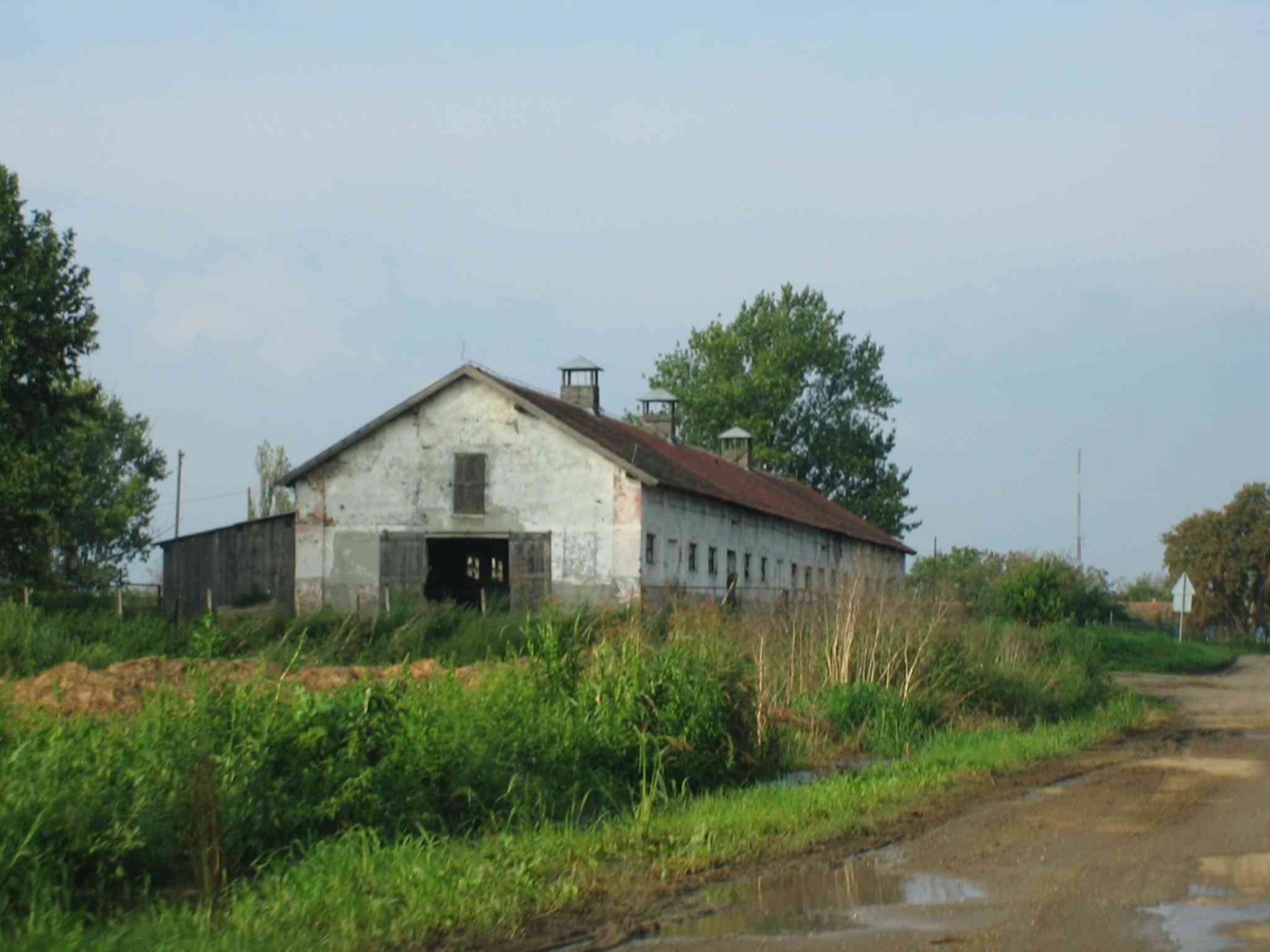
Die Ruinen der Farm Ovčara, des Hinrichtungsortes von über 250 Kranken und Verwundeten aus dem Krankenhaus vom Vukovar.

Das Massaker von Vukovar  (kroatisch Pokolj u Vukovaru), auch Massaker von Ovčara (kroatisch Pokolj na Ovčari) genannt, war ein Kriegsverbrechen, das von Angehörigen verschiedener serbischer paramilitärischer Freischärlerverbände und der Jugoslawischen Volksarmee (JNA), im Kroatienkrieg begangen wurde.
Das Massaker an 255 Zivilisten und Kriegsgefangenen aus dem Krankenhaus vom Vukovar fand unmittelbar nach der Schlacht um Vukovar und der folgenden Besetzung der Stadt vom 20. auf den 21. November 1991 auf dem Gelände des ehemaligen landwirtschaftlichen Betriebes Ovčara nahe Vukovar statt.

## Ablauf
Nach Schilderungen des Internationalen Strafgerichtshofs für das ehemalige Jugoslawien (ICTY) hatte die jugoslawische Armeeführung offiziell allen Patienten, Kranken, Verwundeten und Zivilisten, die sich im Krankenhaus von Vukovar aufhielten, freies Geleit auf unter Kontrolle der kroatischen Regierung befindliches Gebiet zugesichert.
Am 20. November 1991 nahmen die regulären Truppen der Jugoslawischen Volksarmee 400 Patienten aus dem Krankenhaus von Vukovar gefangen, von denen 300 zur nur einige Kilometer entfernten ehemaligen Schweinefarm bei Ovčara gebracht wurden.
100 von ihnen wurden auf 10er- und 20er-Gruppen verteilt und in nahegelegene Orte gebracht. 255 Gefangene wurden am 20. November 1991 von Angehörigen der Jugoslawischen Volksarmee und serbischen Freischärlern ermordet und in einem Massengrab vergraben.
Die in der Anklageschrift erwähnten verantwortlichen Offiziere Mile Mrkšić, Veselin Šljivančanin und Miroslav Radić wurden 1995 vom Internationalen Kriegsverbrechertribunal in Den Haag angeklagt.

## Juristische Aufarbeitung

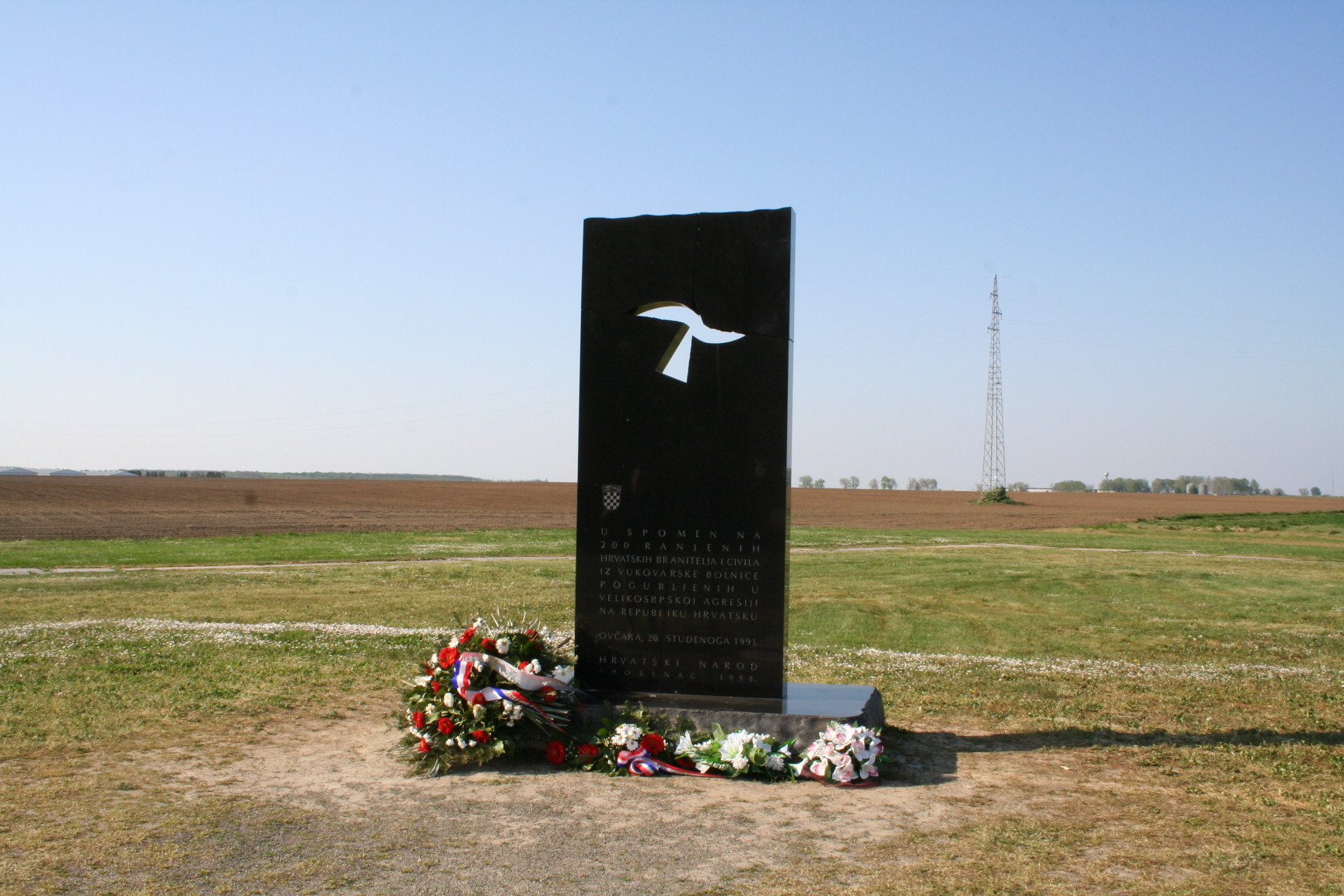
Das Denkmal am Ort des Massakers.

In der ICTY-Anklageschrift gegen Vojislav Šešelj wurden 255 Namen in Zusammenhang mit der Hinrichtung in Ovčara aufgeführt. Darunter befinden sich eine Frau, ein 77 Jahre alter Mann als ältestes und ein 16-jähriger Jugendlicher als jüngstes Opfer des Massakers. Unter den Opfern befanden sich auch der Journalist Siniša Glavašević sowie Jean-Michel Nicollier, ein französischer Freiwilliger.
Im September 2007 wurde Mile Mrkšić zu 20 Jahren sowie Veselin Šljivančanin zu fünf Jahren Haft verurteilt, Miroslav Radić wurde von der Anklage freigesprochen. Die Richter wiesen bei allen die Anklage der Verschwörung zum Mord und der Verantwortung für die Ermordung von Zivilisten als unbewiesen ab. In der Revision des Urteils am 5. Mai 2009 wurde das Strafmaß für Veselin Šljivančanin auf 17 Jahre erhöht.
In Kroatien wurden die Urteile mit Bestürzung aufgenommen.
In einem weiteren Strafverfahren vor einem Gericht in Belgrad wurden 13 Angeklagte zu insgesamt 193 Jahren Freiheitsstrafe verurteilt. Der Serbe mit kroatischer Staatsangehörigkeit Damir Sireta wurde in einem Einzelverfahren ebenfalls in Belgrad zu 20 Jahren wegen Kriegsverbrechen verurteilt.

## Leugnung
Obwohl das Urteil des ICTY lediglich feststellt, dass dem freigesprochenen Miroslav Radić das zur Last gelegte Verbrechen nicht bewiesen werden konnte, behauptet die in Serbien erscheinende Tageszeitung Večernje novosti, das Massaker sei überhaupt nicht verübt worden.

## Galerie

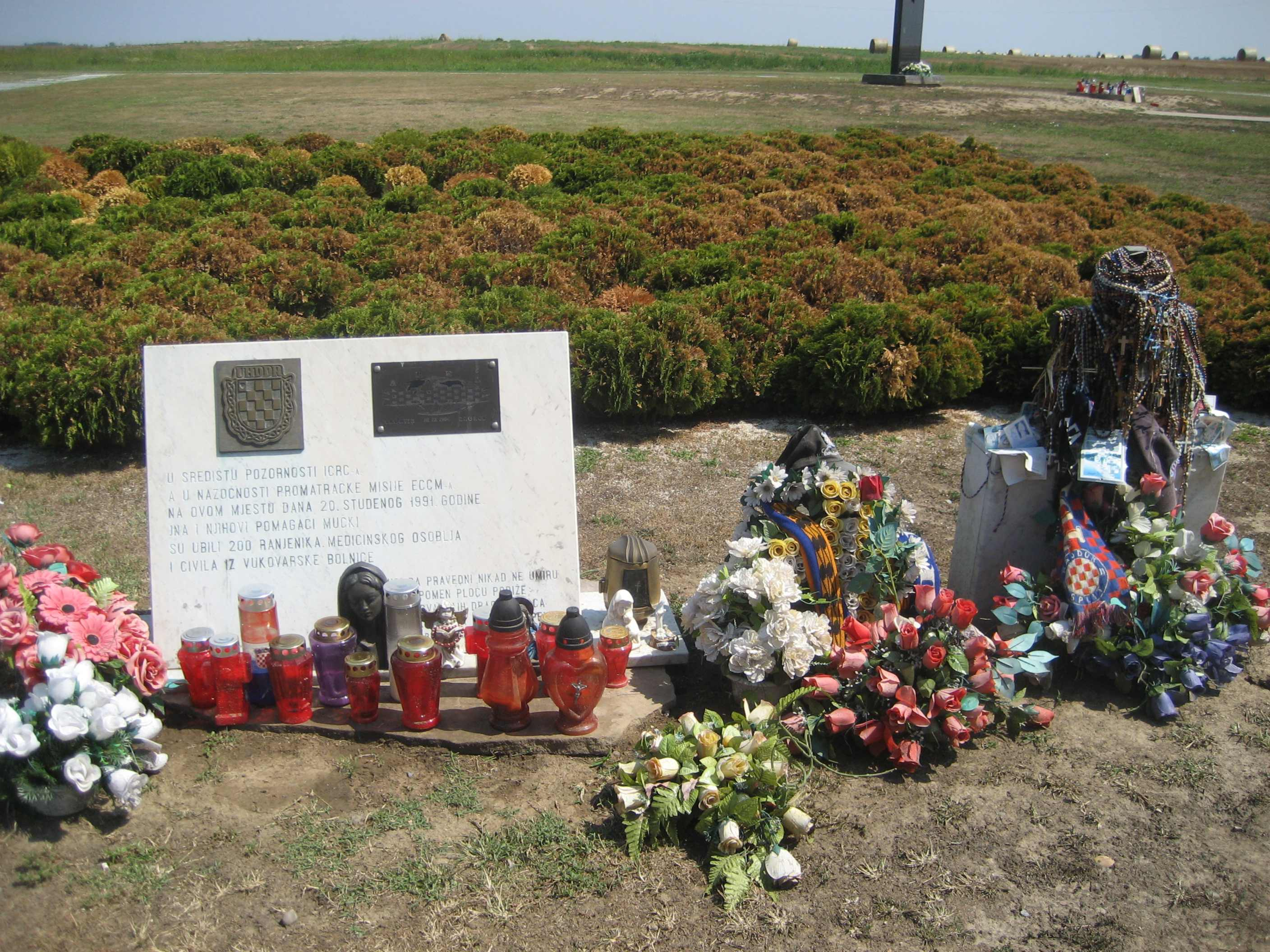
Am Ort des Verbrechens: Ovčara-Gedenkstätte
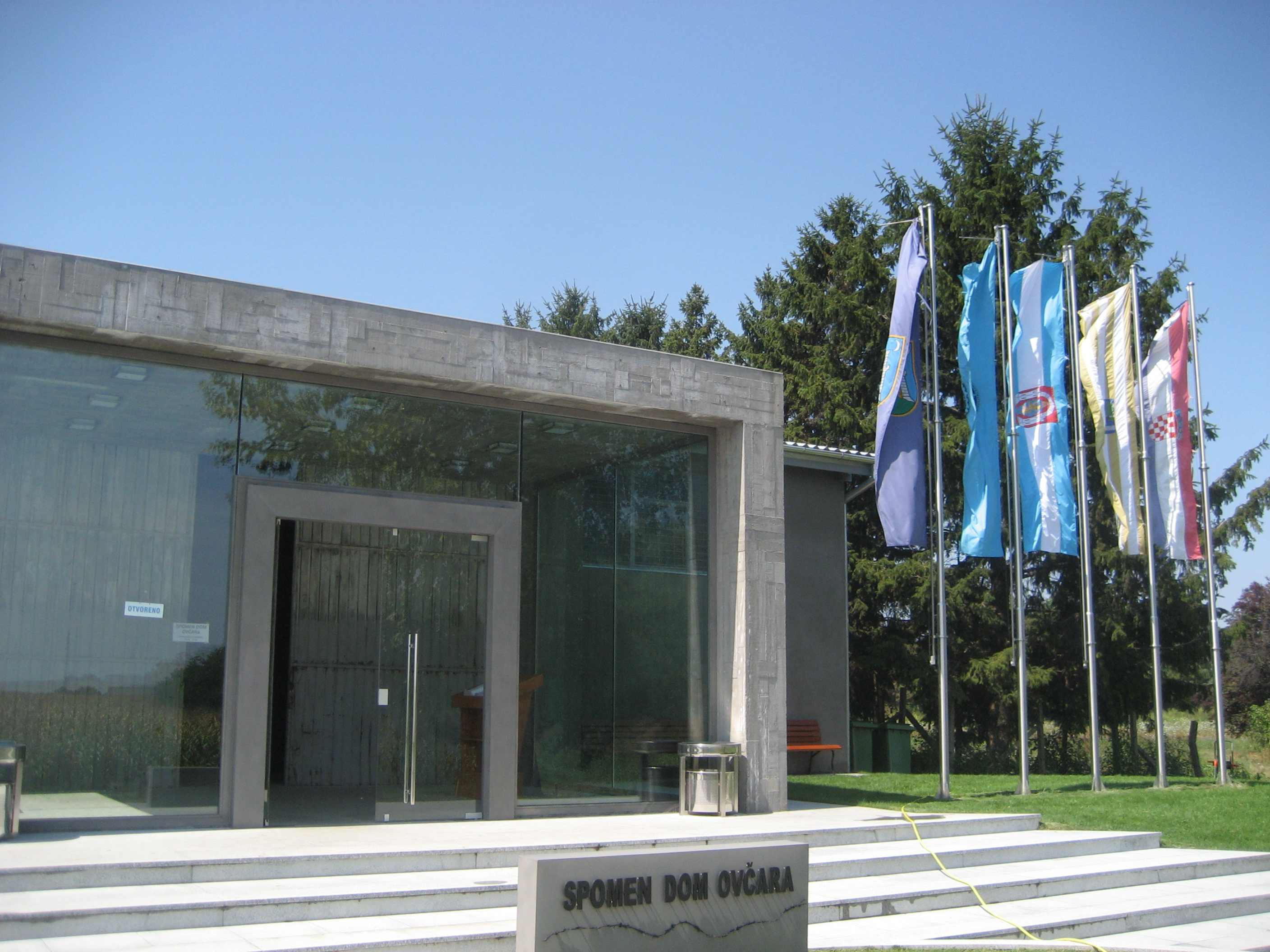
Ovčara-Gedenkstätte
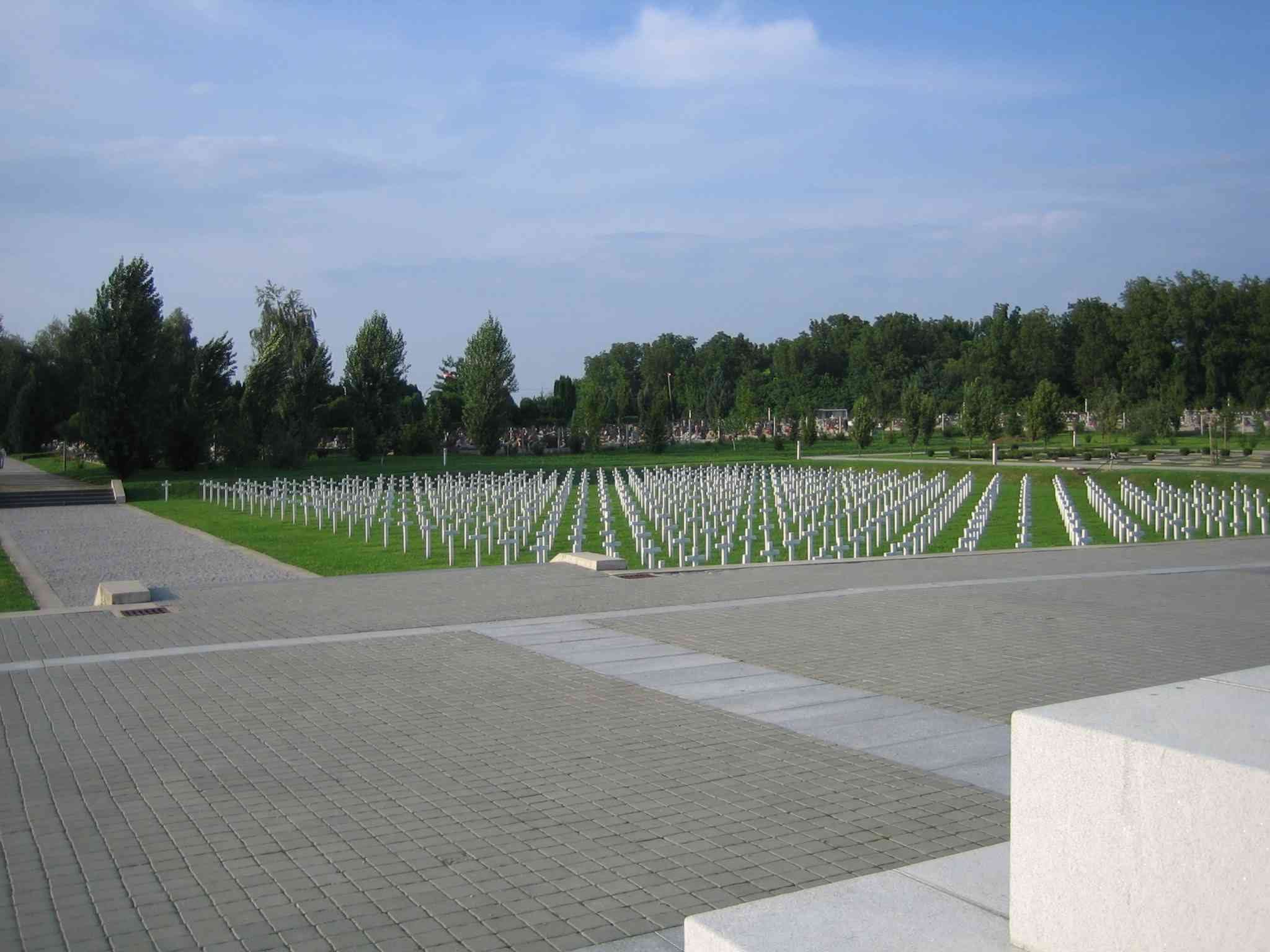
Friedhof Vukovar
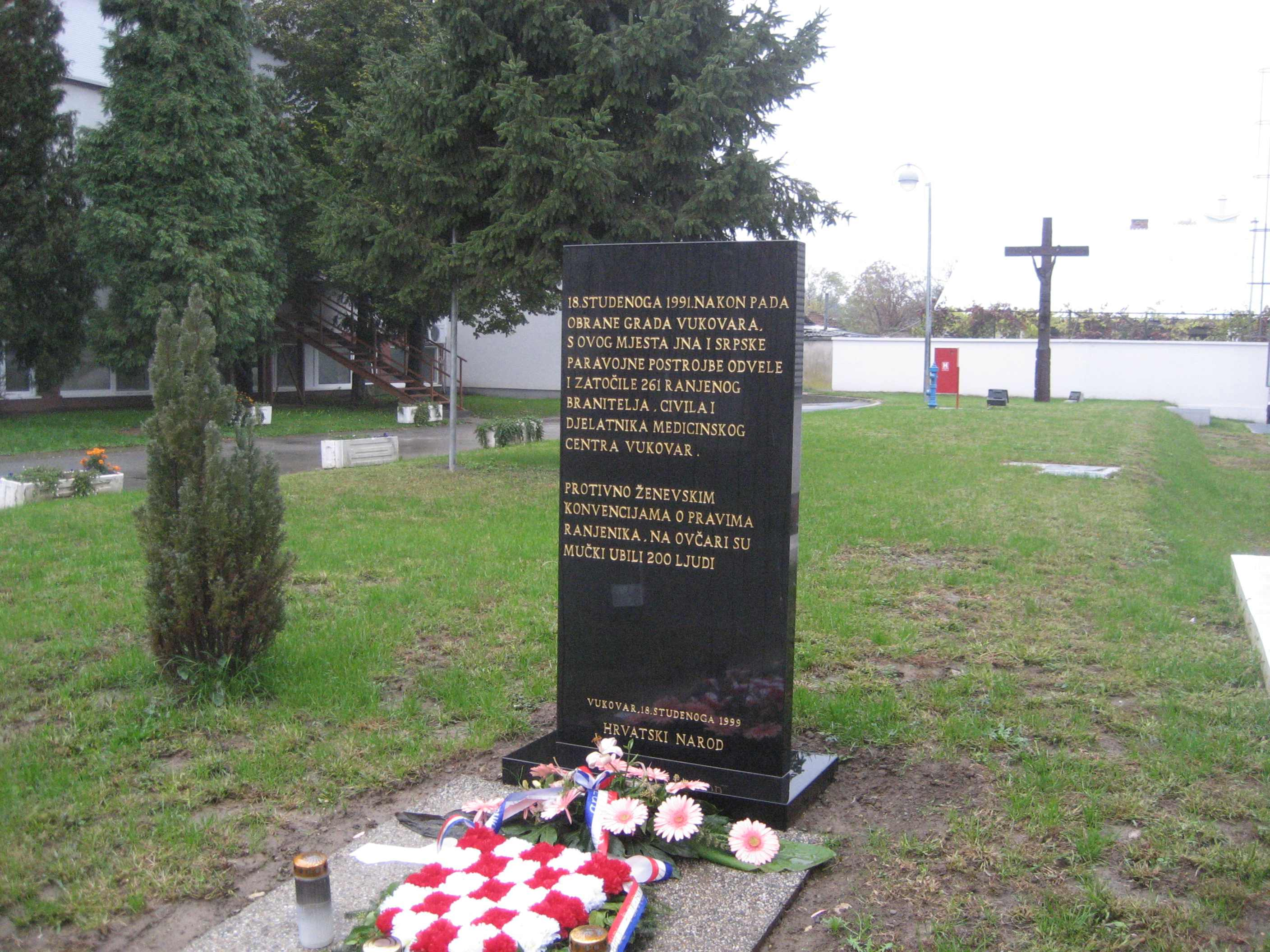
Gedenkstein am Krankenhaus von Vukovar